# بروس بيرسي
بروس بيرسي (15 يونيو 1966 في المملكة المتحدة - ) (بالإنجليزية: Bruce Percy)‏ هو لاعب كريكت بريطاني. لعب مع Buckinghamshire County Cricket Club ‏.

## وصلات خارجية
- بروس بيرسي على موقع إي آس بي آن كريك إنفو (الإنجليزية)